# Kanton Saint-Gilles-Croix-de-Vie
Der Kanton Saint-Gilles-Croix-de-Vie war von 1790 bis 2015 ein französischer Wahlkreis im Arrondissement Les Sables-d’Olonne, im Département Vendée und in der Region Pays de la Loire; sein Hauptort war Saint-Gilles-Croix-de-Vie. 

## Gemeinden
Der Kanton Saint-Gilles-Croix-de-Vie bestand aus 14 Gemeinden:
| Gemeinde                  | Einwohner Jahr | Fläche km² | Bevölkerungsdichte | Code INSEE | Postleitzahl |
| ------------------------- | -------------- | ---------- | ------------------ | ---------- | ------------ |
| L’Aiguillon-sur-Vie       | 1.853 (2013)   | 23,22      | 80 Einw./km²       | 85002      | 85220        |
| Brem-sur-Mer              | 2.607 (2013)   | 15,85      | 164 Einw./km²      | 85243      | 85470        |
| Bretignolles-sur-Mer      | 4.337 (2013)   | 27,32      | 159 Einw./km²      | 85035      | 85470        |
| La Chaize-Giraud          | 1.017 (2013)   | 2,71       | 375 Einw./km²      | 85045      | 85220        |
| Coëx                      | 3.127 (2013)   | 39,56      | 79 Einw./km²       | 85070      | 85220        |
| Commequiers               | 3.238 (2013)   | 40,26      | 80 Einw./km²       | 85071      | 85220        |
| Le Fenouiller             | 4.380 (2013)   | 17,81      | 246 Einw./km²      | 85088      | 85800        |
| Givrand                   | 2.032 (2013)   | 11,69      | 174 Einw./km²      | 85100      | 85800        |
| Landevieille              | 1.331 (2013)   | 13,57      | 98 Einw./km²       | 85120      | 85220        |
| Notre-Dame-de-Riez        | 1.984 (2013)   | 14,62      | 136 Einw./km²      | 85189      | 85270        |
| Saint-Gilles-Croix-de-Vie | 7.469 (2013)   | 10,25      | 729 Einw./km²      | 85222      | 85800        |
| Saint-Hilaire-de-Riez     | 11.169 (2013)  | 48,85      | 229 Einw./km²      | 85226      | 85270        |
| Saint-Maixent-sur-Vie     | 997 (2013)     | 10,71      | 93 Einw./km²       | 85239      | 85220        |
| Saint-Révérend            | 1.398 (2013)   | 15,82      | 88 Einw./km²       | 85268      | 85220        |

## Bevölkerungsentwicklung
| 1962   | 1968   | 1975   | 1982   | 1990   | 1999   | 2010   |
| ------ | ------ | ------ | ------ | ------ | ------ | ------ |
| 21.073 | 22.217 | 24.604 | 27.017 | 30.171 | 34.668 | 44.856 |